# Mika Agematsu
Mika Agematsu est une harpiste japonaise spécialiste de la harpe paraguayenne, née le 2 juillet 1982 à Azumino, dans la préfecture de Nagano.

## Biographie
Elle tient sa vocation de sa mère, harpiste professionnelle, et commence à jouer à l'âge de 13 ans. Elle effectue quelques voyages au Paraguay, pour y recevoir un enseignement professionnel et faire progresser sa maîtrise de la harpe paraguayenne.
En 1998, elle participe au Festival de Tacuare au Paraguay et se voit décerner un Special Award comme première joueuse japonaise de harpe paraguayenne à se produire.
En 1999, elle gagne le premier prix du Japon à la Compétition Nationale de Harpe[réf. nécessaire]. La même année, elle reçoit le prix Maestro de Arpa au 5e Funjo Musical de l'Université de l'Art de Veracruz au Mexique. 
L'album Inocencia, en 2000 lance sa carrière (concerts, enregistrements, composition).
Le site Nautiljon considère qu'elle « est sans conteste la meilleure joueuse de harpe du Japon ». 

## Discographie

### Single
- Christmas Eve, 2001

### Albums
- Inocencia, 2000
- Poesía, 2001
- Pasión, 2001
- Tesorito, 2002
- Isaludi, 2003
- Mika Agematsu, 2005
- Anipa, 2006
- Cruz del Sur/Cruz + Agematsu Mika, 2007
- Cavatina, 2008
- Agematsu Mika Best Arco Iris ～Niji～, 2009
- Mika Agematsu plays Carpenters, 2009
- Mika Agematsu Amanecer, 2013

### Compilations
- ¡Salud!, 2003

### DVD
- Isaludi, 2003
- Mika Agematsu Live! - 2006 Spring
- Mika Agematsu Amanecer, 2013